# Banco de Venezuela
Banco de Venezuela — венесуэльский банк. В 2017 году банк входил в список крупнейших публичных компаний мира Forbes Global 2000 на 1225-м месте.
Банк был основан в 1883 году под названием Banco Comercial, в 1890 году название было изменено на Banco de Venezuela (Банк Венесуэлы). На 1920 год у него было 10 отделений, он был одним из 6 банков страны, выпускавших деньги до 1940 года, когда был создан Центральный банк Венесуэлы. В 1977 году было открыто отделение в Нью-Йорке, а в 1979 году — на Кюрасао. В 1984 году была открыта новая штаб-квартира в центре Каракаса. В 1993 году Банк Венесуэлы объединился с Banco Consolidado, образовав Banco de Venezuela y Consolidado, но уже в следующем году во время банковского кризиса 1994 года Banco Consolidado закрылся, а крупнейшим акционером Banco de Venezuela стало правительство страны. В 1996 году банк был реприватизирован, 93,38 % его акций купила Grupo Santander за 350 млн долларов.